# Flugplatz Schleißheim

i7
i11
i13
Der Flugplatz Schleißheim, heute als Sonderlandeplatz Oberschleißheim in Betrieb, (ICAO-Code: EDNX)  ist ein Flugplatz im bayerischen Oberschleißheim ca. 13 km nördlich des Zentrums der Stadt München. Planmäßig 1912 als Militärflugplatz angelegt, ist er der älteste noch in Betrieb befindliche Flugplatz Deutschlands. Seit 1992 beherbergt das Gelände auch das Luftfahrtmuseum Flugwerft Schleißheim, eine Außenstelle des Deutschen Museums.

## Geografie
Der Flugplatz liegt unmittelbar nördlich der Stadtgrenze Münchens, auf halbem Weg zur Schlossanlage Schleißheim, auf einer Höhe von 486 m ü. NN. Nordwestlich des Geländes verläuft der Würmkanal. Naturräumlich befindet er sich links im Tal der Isar im Dachauer Moos.

## Flugplatz und Ausstattung
Der Flugplatz ist ein Sonderlandeplatz für Luftfahrzeuge aller Art bis 2000 kg sowie Helikopter bis 5700 kg Höchstabfluggewicht (MTOW) und täglich von 9 bis 19 Uhr oder bis Sonnenuntergang in Betrieb. Der Betreiber ist der Flugplatz Schleissheim e. V. Eine Landung ist nur nach vorheriger Anmeldung möglich (PPR), wobei die Flugbewegungen für Gastpiloten auf 500 Flüge im Kalenderjahr limitiert sind. Der Platz führt den ICAO-Code EDNX. Es bestehen Wirtschaftsgebäude, ein Flugleitstand (Frequenz 131,130 MHz), Hangars und ein bewirtschaftetes Vereinsheim mit Biergarten. Etwa 60 Flugzeuge und eine Luftrettungsstaffel sind auf dem Flugplatz stationiert. Es gibt eine Tankstelle mit AvGas, MoGas, Jet A1 und bei Zwischenlandungen ist ein Ölservice möglich. Für den Segelflug sind Windenstart und Flugzeugschlepp möglich. Die Graspiste hat eine Länge von 1400 m und das asphaltierte Rollfeld eine Größe von 808 × 15 m. Daneben gibt es auch ein Helipad.

## Geschichte

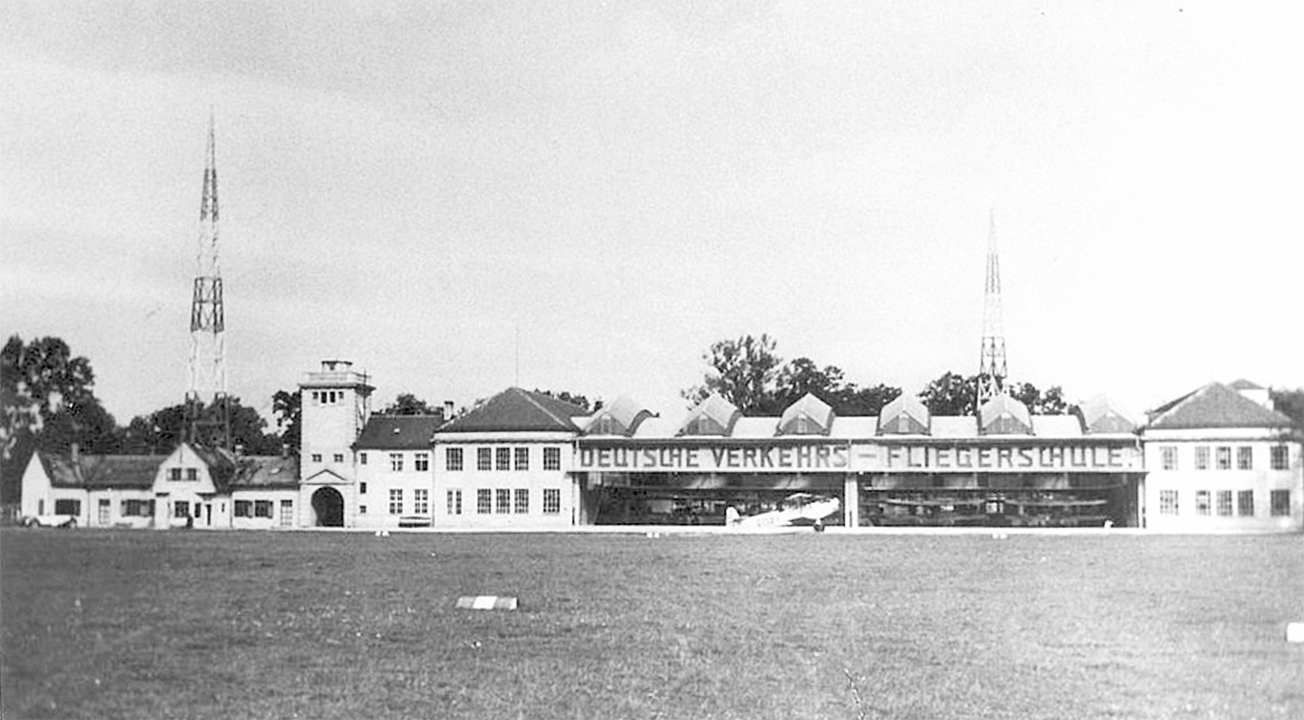
Die „Deutsche Verkehrs-Fliegerschule“ (DVS) in der Flugwerft und Kommandantur (1930)

Der Flugplatz wurde 1912 für die königlich-bayerische Fliegertruppe gegründet. Eine Unterabteilung befand sich auf dem Flugplatz Gersthofen/Gablingen. Wegen der Nähe zum Schloss Schleißheim wurden alle Flugplatzbauten im „reduzierten Heimatstil“ ausgeführt. Nach dem Ersten Weltkrieg wurde der Flugplatz bis 1933 zivil genutzt, zunächst als technische Basis für den beginnenden zivilen Luftverkehr ab 1924 auch für die Pilotenausbildung; zunächst durch die Oberbayerische Sportflug GmbH, ab Januar 1927 durch eine Zweigstelle der Deutschen Verkehrsfliegerschule. Von der Gründung 1912 bis zum Abzug der US-Streitkräfte 1973 waren die Bezeichnungen 'Flugplatz/Fliegerhorst Schleissheim' oder 'Schleissheim Army Airfield' üblich. Die Bundeswehr führte den Namen 'Flugplatz Oberschleißheim' ein, der offiziell bis heute gilt. Im allgemeinen Sprachgebrauch ist jedoch wieder Flugplatz Schleißheim üblich.

### Zeit des Nationalsozialismus und Zweiter Weltkrieg
Nach der Machtübernahme der NSDAP wurde er im Zuge der nationalsozialistischen Aufrüstungsbestrebungen (siehe Aufrüstung der Wehrmacht) zu einem Fliegerhorst der Luftwaffe ausgebaut. Die Baumaßnahmen wurden von den Architekten der sogenannten Postbauschule geplant und betreut. Dieser für die NS-Zeit unübliche Architekturstil wird auch als „Bayerische Moderne“ bezeichnet. Das 1933/34 von Robert Vorhoelzer entworfene und im Dezember 2007 abgebrochene Flugleitungsgebäude stellte die Urform dieser Architekturrichtung im Luftwaffenbau dar.
Ab 1938 entstand im südlichen Flugplatzteil die Fliegertechnische Schule Schleißheim. Im Zweiten Weltkrieg beherbergte der Flugplatz 1939/40 eine Jagdfliegerschule, 1940/41 eine Zerstörerschule, 1941/42 die Nachtjagdschule 1 (ab 1943 Nachtjagdgeschwader 101). Von November 1942 bis Juli 1943 hatte der Jagdfliegerführer Süddeutschland hier sein Hauptquartier. Der Unterkunftsbereich der Schule wurde nach Kriegsende von 1945 bis etwa 1953 als DP-Lager Schleissheim (Feldmoching) genutzt (DP = Displaced Person). Unter der Tarnbezeichnung Minotaurus wurde 1943 eine verbunkerte Leitstelle für die Tag- und Nachtjagd im süddeutschen Raum errichtet. Der Bunker wurde 1971 gesprengt.
Im südöstlichen Flugplatzbereich befand sich von 1939 bis 1946 ein Kriegsgefangenenlager. Hier waren unter Luftwaffenaufsicht zunächst französische und später sowjetische Kriegsgefangene untergebracht. Nach Kriegsende wurde das Kriegsgefangenenlager von der US Army weiter genutzt, die hier ehemalige SS-Angehörige internierte. Im nahen Gut Hochmutting befand sich ein Außenlager des KZ Dachau mit elf KZ-Häftlingen eines Bombenräumkommandos.

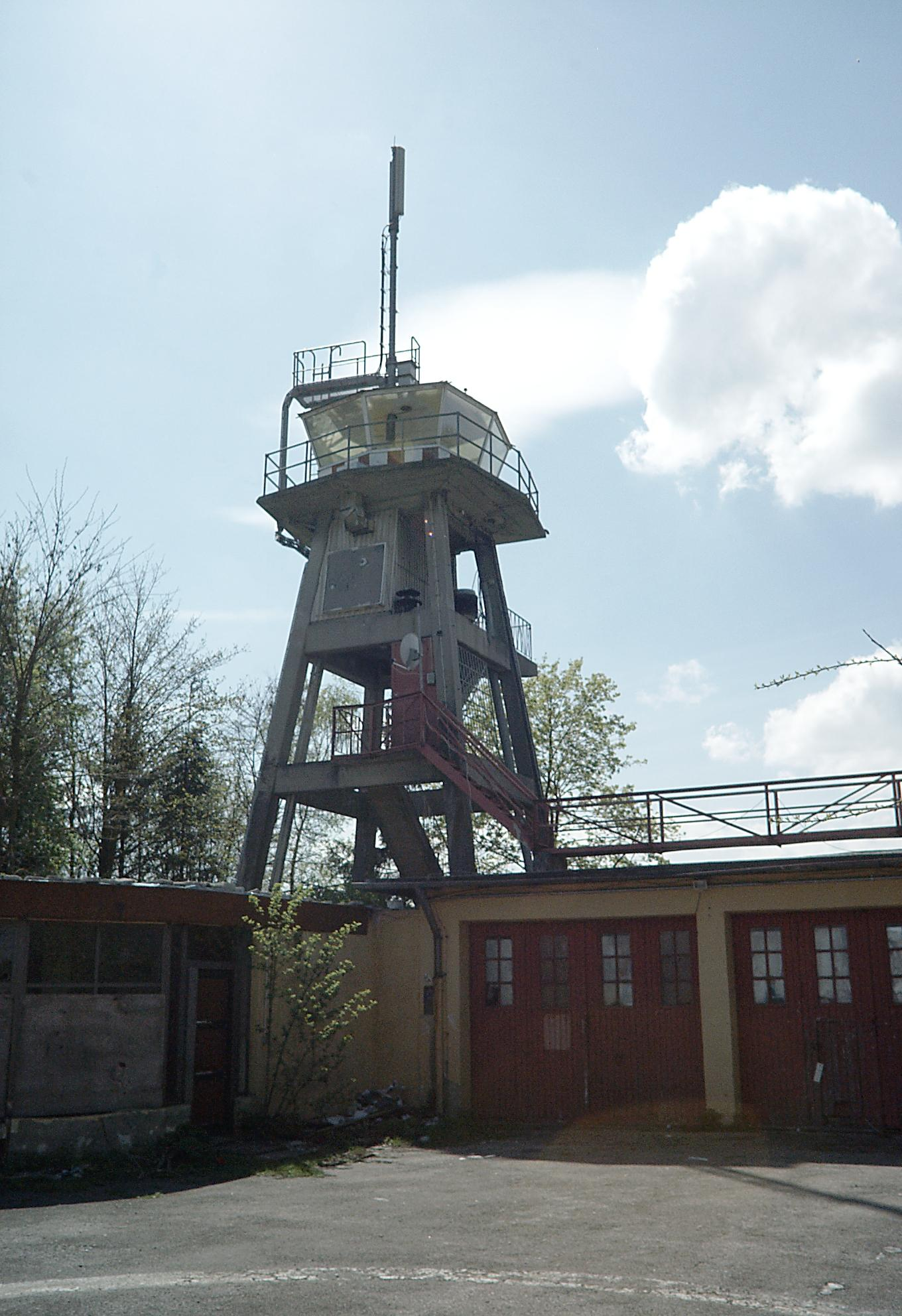
Der ehemalige Tower des Flugplatzes (2008); im Folgejahr grundlegend umgebaut.

### Nachkriegszeit
Von 1945 bis 1947 wurde der Advanced Landing Ground ALG R-75, so die alliierte Bezeichnung, von der Occupation Air Force (OAF) der U.S. Army of Occupation, bzw. der United States Air Forces in Europe (USAFE) und von 1947 bis 1973 von der US Army militärisch genutzt, ebenso von der Bundeswehr durch die Heeresflieger von 1958 bis 1981. Danach endete die militärische Nutzung des Flugplatzes.
Im Jahr 1964 verlegte die 1962 in Rosenheim aufgestellte Bundesgrenzschutz-Fliegerstaffel Süd nach Schleißheim. Im Jahr 1981 übernahm die Staffel die von der Bundeswehr aufgegebenen Flugzeughallen. In den Jahren 1965 und 1966 war kurzzeitig, die mit der Flugabwehrrakete Hawk ausgestattete, 4. Batterie des französischen 402e RAA (régiment d’artillerie anti-aérienne) in Schleißheim stationiert.
Kurzzeitig war hier der zweite Münchner Intensivtransporthubschrauber stationiert, der vom ADAC und dem BRK gemeinsam betrieben wurde.

### Bundespolizei
Im von der Bundespolizei benutzten Bereich entstand nach Abbruch der Flugzeughalle 4 ein rund 350 Meter langer Neubau. Zusätzlich zum Betrieb nach Sichtflugregeln wurde der Flugbetrieb nach Instrumentenflugregeln mit entsprechenden Instrumentenlandeverfahren für die exklusive Nutzung durch die Bundespolizeihubschrauber genehmigt. Hierfür wurde eine Radio Mandatory Zone eingerichtet. Der Hubschrauberlandeplatz ist luftrechtlich ein eigenständiger Hubschrauber-Sonderlandeplatz mit dem ICAO-Code EDMX.

### Flugtage
In den Jahren 1985 und 1987 fanden öffentliche Flugtage auf dem Gelände statt. Beim Flugtag 1985 trat die britische Kunstflugstaffel der Royal Air Force Red Arrows auf; der letzte Flugtag im September 1987 fand unter der Schirmherrschaft des damaligen Bayerischen Ministerpräsidenten Franz Josef Strauß statt.
Der Flugplatz Schleißheim liegt am Rand der Kontrollzone des Flughafens München. Bedingt durch die geänderte Luftraumstruktur im Zusammenhang mit dem 1992 eröffneten Großflughafens im Erdinger Moos, der Einstufung des Geländes als Landschaftsschutz- bzw. später als FFH-Gebiet und einer geänderten Verkehrserschließung waren organisatorisch keine weiteren Großflugtage mit Kunstflugprogramm, insbesondere Kunstflugstaffeln, mehr möglich. Der katastrophale Flugunfall 1988 bei einer Airshow in Ramstein hatte keinen Einfluss.
Im Mai 2003 zog es tausende Schaulustige und Flugbegeisterte auf das Gelände, als die Flugwerft ein Flugplatzfest mit Flugvorführungen von Einzelmaschinen verschiedener Epochen der Fliegerei veranstaltete.
Der letzte große „Fly in“ mit historischen Flugzeugen fand 2012 anlässlich des 100-jährigen Jubiläums des Flugplatzes statt. Seit 2012 veranstaltet der Werftverein des Deutschen Museums jährlich einen Flugtag im Juli, der auch in den Mitteilungen des Deutschen Museums aufgeführt wird.

### Gegenwart
Der Flugplatz wird heute von sechs Luftsportvereinen und der Bundespolizei-Fliegerstaffel Oberschleißheim genutzt. Der eigentliche Betreiber des Sonderlandeplatzes ist der Flugplatz Schleißheim e. V., der 2001 als Dachverband der sechs Fliegervereine gebildet wurde. Im historischen Kontext sind der Verein zur Erhaltung der historischen Flugwerft e. V. („Der Werftverein“) mit Schwerpunkt Restauration von Flugmotoren und die Bayerischen-Flugzeug-Historiker e. V. mit Schwerpunkt Luftfahrtgeschichte tätig. Von Zeit zu Zeit machen der Zeppelin NT sowie die Junkers Ju 52 auf dem Flugplatz Station, der als Ausgangsbasis für Rundflüge über München dient. Unter Denkmalschutz stehen nur die Flugwerft Schleißheim und die beiden Junkers-Hallen.

### Zukunft
Südlich an den Neubau der Bundespolizei anschließend sollte nach Abbruch der Flugzeughallen 1 bis 3 basierend auf einer luftrechtlichen Genehmigung ein weiterer Neubau für die Fliegerstaffel der Bayerischen Polizei entstehen. Nach einer erfolgreichen Klage der Gemeinde Oberschleißheim wurde dieses Vorhaben gestoppt. Es muss nun ein Planfeststellungsverfahren durchgeführt werden.

## Museum
Am 18. September 1992 wurde auf dem Gelände des Flugplatzes eine Außenstelle des Deutschen Museums eröffnet. Diese Außenstelle wird als Flugwerft Schleißheim bezeichnet und befindet sich teilweise in den restaurierten Gebäuden aus der Zeit der königlich-bayerischen Fliegertruppe. Südlich der neuen Museumshalle plante das Deutsche Museum 2009 ein neues Zentraldepot zu errichten. Dieser Plan wurde inzwischen aufgegeben und das Zentraldepot wird im Gewerbegebiet Aufhausen bei Erding errichtet.

## Mahnmal und Jugendbegegnungsstätte
Am Flughafengelände befand sich bis 2008 das auf Initiative des Bundes der Vertriebenen errichtete und am 19. Juli 1984 in Anwesenheit von Franz Josef Strauß eingeweihte Mahnmal „Flucht und Vertreibung“. Die Gedenkstätte bestand aus dem letzten erhaltenen Pionierlandungsboot Typ 41, das 1945 zwischen Pillau und Hela Tausende Flüchtlinge über die Ostsee brachte, einer Gedenkmauer mit Tafeln und Glasziegeln mit Erde aus zwanzig Herkunftsorten der Heimatvertriebenen sowie einem Glockenturm mit zwei Glocken von 1622 und 1652 aus der Kirche in Kiwitten im Ermland. Auf einer Bronzetafel stand: „Den Opfern der Vertreibung.“ Auf elf Erinnerungstafeln wurde unter anderem der Rolle der Wehrmacht bei der Evakuierung der Zivilbevölkerung gedacht, so stand z. B. auf der sechsten Tafel: „Soldaten der 24. Panzer-Division – vormals 1. Ostpreußische Kavalleriedivision – kämpften bis zum Untergang für ihre Heimat und für die Rettung von Flüchtlingen aus Ostpreußen.“
Das Denkmal wurde 2008 wegen seines Zustandes entweiht und das Gelände an den Landkreis München verkauft. Nach weitgehendem Abbruch des Baubestandes wurde auf dem Gelände eine vom Kreisjugendring München-Land betriebene Jugendbegegnungsstätte für den deutsch-polnischen Jugendaustausch eingerichtet. Das ehemalige „Mahnmal Flucht und Vertreibung“ wurde von einer deutsch-polnischen Kommission neu geordnet.

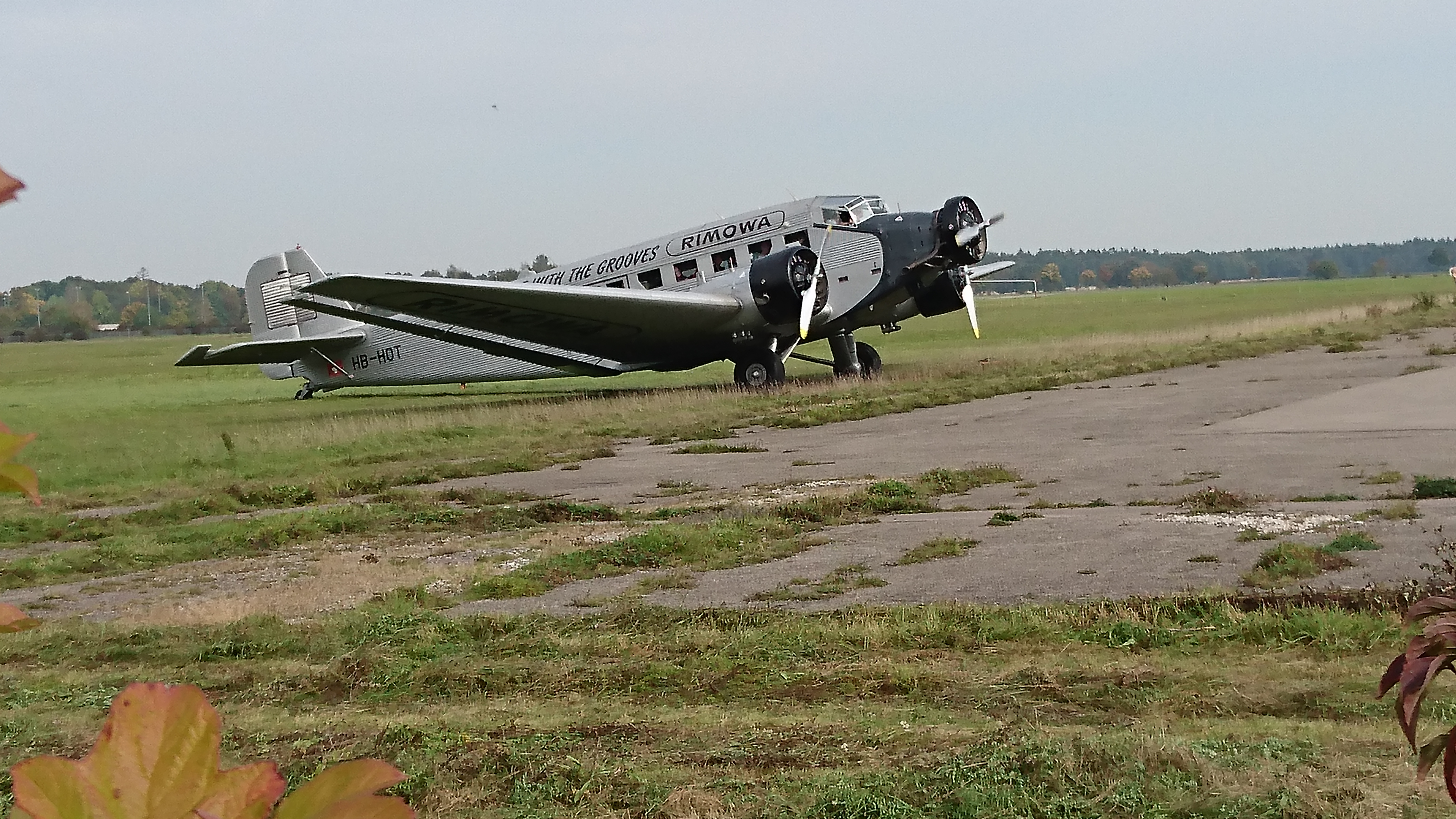
Ju 52 ähnlich der Unfallmaschine von 1932

## Zwischenfälle
- Am 29. Juli 1932 kollidierte die mit sechs Personen besetzte Junkers Ju 52/3mce (Luftfahrzeugkennzeichen D-2201) in der Luft mit einem Doppeldecker Udet U 12a, dessen Pilot tödlich verletzt wurde. Die Passagiermaschine konnte anschließend beschädigt notlanden und kam repariert wieder in Verkehr.[15]
- Am 1. November 1945 kollidierte eine mit 30 Personen besetzte Douglas C-47 auf dem Flug von Bovington nach Schleißheim in der Nähe von Bad Herrenalb mit einem Berg. 26 Personen, darunter die Besatzung, kamen dabei ums Leben. Vier Personen überlebten, teilweise schwer verletzt. Ursächlich war eine fehlerhafte Wettervorhersage in Verbindung mit Pilotenfehler, vermutlich infolge Desorientierung.[16][17]

- Am 2. August 2016 verunglückte ein Hubschrauber AgustaWestland AW109E nach einem Ausbildungsflug auf EDNX. Einer der Piloten (53/62) wurde leicht verletzt und das Luftfahrzeug schwer beschädigt.[18][19]

## Verkehr
- Der Flugplatz ist über Gemeindestraßen vom Autobahndreieck München-Feldmoching aus gut zu erreichen.
- Der ÖPNV bedient den Flugplatz nicht direkt, bietet aber in ca. 800 m Entfernung Zustiegsmöglichkeiten zu der MVV-Buslinien 292, 295 und X201.
- Zu der Bahnstrecke München–Regensburg kann an den Haltepunkten Oberschleißheim und Feldmoching zugestiegen werden.